# توماس تومسون (لاعب كريكت)
توماس تومسون (24 فبراير 1934 في المملكة المتحدة - ) (بالإنجليزية: Thomas Thompson)‏ هو لاعب كريكت بريطاني. لعب مع نادي مقاطعة ليسترشاير للكريكت ‏ وCumbria County Cricket Club ‏.

## وصلات خارجية
- توماس تومسون على موقع إي آس بي آن كريك إنفو (الإنجليزية)